# Inacho Corona
Inacho Corona est une corona, formation géologique en forme de couronne, située sur la planète Vénus par -20,5° S et 212,2° E. Elle est localisée dans le quadrangle de Taussig. Elle a été nommée en référence à Inacho, déesse micronésienne de la Terre et de la nature. 

## Géographie et géologie
Inacho Corona couvre une surface circulaire d'environ 125 km de diamètre. 